# Parenica

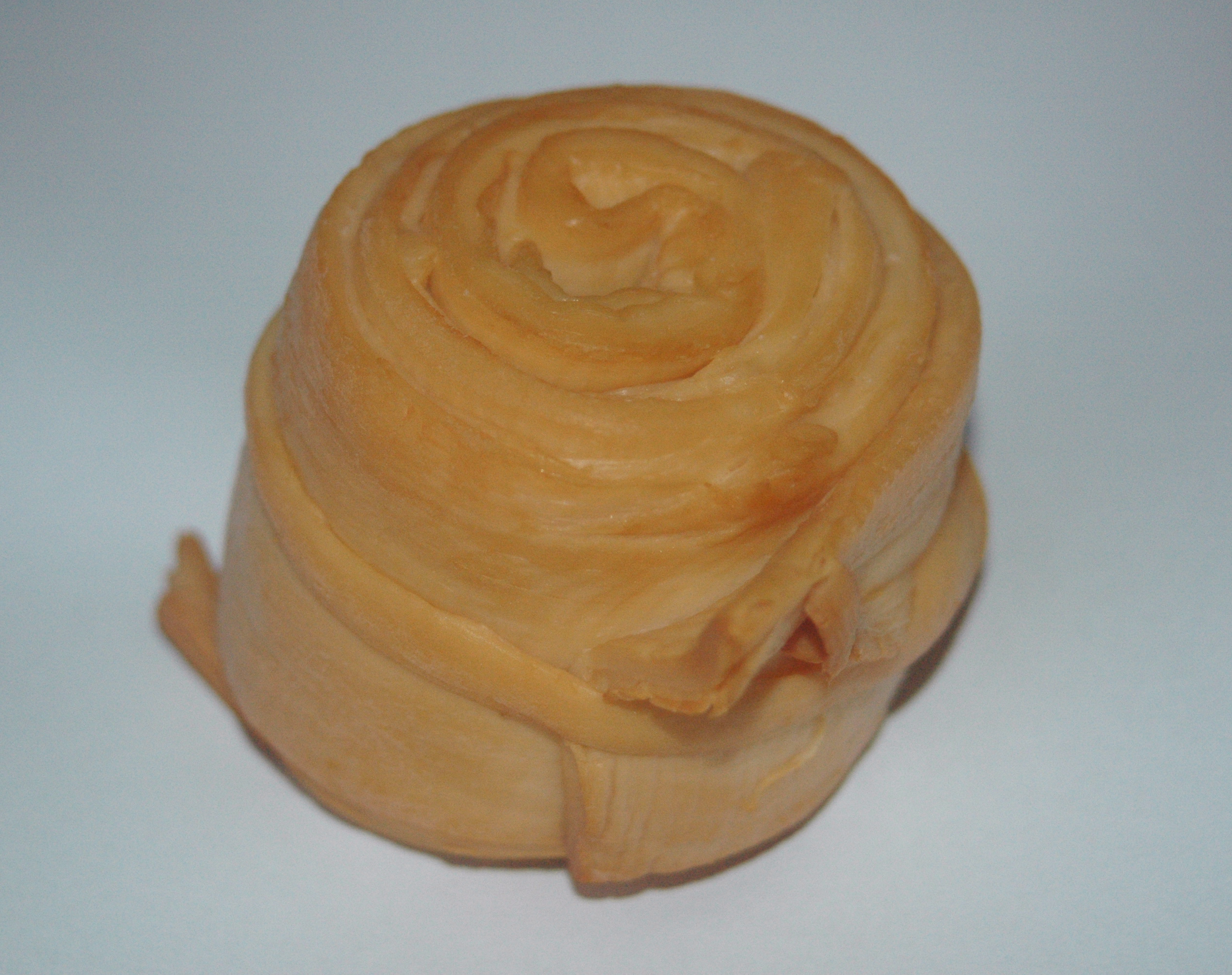
Wędzona liptowska parenica

Parenica – tradycyjny słowacki, półmiękki, niedojrzewający, średnio tłusty, parzony owczy ser o bardzo delikatnym smaku. Ma charakterystyczny kształt zwiniętej wstęgi. Posiada, podobnie jak oscypek, barwę śmietankową do serowej, a powierzchnię po wędzeniu złotożółtą do żółtobrązowej.

## Rodzaje
- wędzona
- niewędzona
- smakowa

## Wyrób parenicy
Parenica jest delikatnym owczym serem wyprodukowanym z fermentowanego, grudkowego sera owczego. Czynności przy wyrobie parenicy:
- owczy ser zostawia się do fermentacji, co w temperaturze 20-25 °C trwa to 24-40 godzin, po tym procesie ser staje się plastyczny w podwyższonej temperaturze,
- masę serową kroi się na cienkie plastry, które wyrabia się w misce z ciepłą wodą (63-65 °C),
- wyrabiane plastry zgniata się w jeden większy kawałek, który po wyjęciu z wody wyrabia się w dłoni, następnie wyciąga, a po wyciągnięciu ponownie składa (wyciąganie i składanie powtarza się 2-3 razy),
- wyrobiony kawałek rozciąga się i wkłada do wyżłobienie deski formującej, a następnie się ją formuje do kształtu wstęgi,
- po uformowaniu wstęgę wkłada się na 3-5 minut do solanki,
- potraktowaną solanką wstęgę składa się na pół i z każdego końca zwiją się ją do kształtu pełnej litery „S”
- po przewiązaniu serowym sznurkiem parenicę się suszy, wyciera i umiarkowanie wędzi w zimnym dymie.

## Skład
Parenica zawiera ok. 53% suchej masy, 20-25% tłuszczu w suchej masie, 20-22% białka i ok. 4,5% substancji mineralnych (popiół)

## Błędy przy wyrobie parenicy
Największą wadą tego rodzaju sera jest jego krótka trwałość (parenica kiśnie i pleśnieje). Wada ta jest zwykle spowodowana niewłaściwym wędzeniem, zwłaszcza dłuższym wędzeniem w ciepłym dymie. Właściwy sposób wyrobu parenicy polega na szybkim wysuszeniu powierzchni i późniejszym podwędzaniu sera w przepływającym zimnym dymie.